# Na'vi
Em Avatar, Na'vi (O Povo) é a raça alienígena humanoide que habita as selvas da lua Pandora. Também são conhecidos como “azuis”, ", "locais", ""nativos" ou hostilmente como "primitivos" e “macacos azuis”. 

## Aparência
Os indígenas Na'vi têm  3 metros de altura e chegam a 4 metros facilmente , e possuem a pele azul com manchas que nem os felinos,  olhos  amarelos , e cauda longa. Embora os Na'vi sejam caçadores-coletores com tecnologia equivalente a Era Paleolítica na Terra, eles desenvolveram uma sofisticada cultura baseada em uma profunda ligação espiritual entre todos os seres vivos, e com uma deusa onipresente, que eles chamam Eywa.

## Linguagem
Os Na'vi se comunicam na Língua na'vi e Língua de sinais Na'vi (NSL).